# Hope Solo
Pour les articles homonymes, voir Hope.
Hope Amelia Solo (née le 30 juillet 1981 à Richland, dans l'État de Washington) est une joueuse américaine de football (soccer) évoluant au poste de gardienne de but. Avec l'équipe des États-Unis, elle a notamment été double championne olympique en 2008 et  2012 et championne du monde en 2015.

## Carrière

### Junior
Hope Solo commence le football avec le club amateur du Three-River's Soccer Club. Elle joue alors comme attaquante. Avec le Richland High School, situé dans l'État de Washington, Hope Solo marque 109 buts et mène son équipe à trois titres consécutifs de champion en 1996, 1997 et 1998. Elle est nommée deux fois All-American par le Parade Magazine. Un concours de circonstances la fait passer comme gardienne de but avec les Washington Huskies de l'Université de Washington, où elle devient championne des blanchissages. Elle est sélectionnée à quatre reprises dans les équipes de la Pacific Ten Conference (Pac-10), dans la première équipe (First Team PAC-10 All-Conference) en 2000 et 2001 et dans la seconde équipe en 1999 et 2002. Cette conférence la désigne athlète de l'année 2001 (Pac-10 Athlete of the year). Elle est également honorée de trois nominations All-American par la National Soccer Coaches Association of America (NSCAA All-American).

### En club pro
Après sa carrière universitaire, Hope Solo est recrutée en 2003 par Philadelphia Charge dans la défunte ligue Women's United Soccer Association. Lors de la fermeture de cette ligue en 2003, Hope Solo voyage et joue en 2004 pour Kopparbergs / FC Göteborg, dans la Damallsvenskan en Suède et en 2005 pour l'Olympique lyonnais dans le championnat de France féminin.
Le 16 septembre 2008, Hope Solo est l'une des trois joueuses repêchées par Saint Louis Athletica de la nouvelle ligue professionnelle Women's Professional Soccer,. Elle connaît un début de saison difficile et encaisse six buts lors des quatre premiers matchs. Toutefois, elle rebondit en mi-saison, n'encaissant que huit buts en treize matchs et finit la saison 2009 avec huit blanchissages. Elle est nommée gardienne de but de l'année de la WPS.
En mai 2010, le Saint Louis Athletica fait faillite et ferme. Avec deux coéquipières de St. Louis, Hope Solo signe avec une autre équipe WPS, Atlanta Beat. Après une saison en dents de scie où son club termine en dernière position, elle subit une intervention chirurgicale à l'épaule droite. Elle doit effectuer une rééducation de plusieurs mois avant de pouvoir entamer la saison 2011 où elle est la gardienne titulaire du MagicJack. Après la suspension des activités de la Women's Professional Soccer en février 2012, elle signe avec les Sounders Women de Seattle. Le 11 janvier 2013, elle est mise à disposition du Seattle Reign FC, jouant dans la nouvelle National Women's Soccer League.

### En sélection nationale
Hope Solo joue pour plusieurs équipes nationales américaines juniors (U-16, U-18 et U-23) avant de rejoindre l'équipe nationale américaine en 2000. Hope Solo est devenue la gardienne de but titulaire de l'équipe lors de la Coupe du monde de football féminin 2007, décrochant la troisième place avec la sélection, et aux Jeux olympiques d'été de 2008 à Pékin où elle remporte la médaille d'or. Elle participe à la Coupe du monde de football féminin 2011 où son équipe s'incline en finale face au Japon : 1-1 à la fin du temps réglementaire, 2-2 après prolongations et 3-1 aux tirs au but. En 2012, elle remporte une deuxième médaille d'or olympique avec la sélection américaine, qui s'impose 2-1 devant le Japon en finale le 9 août 2012 à Londres. Le 5 juillet 2015, elle devient championne du monde lors de la Coupe du monde féminine de football pour la première fois de sa carrière avec la sélection américaine en s'imposant 5 à 2 face au Japon en finale, et est désignée meilleure gardienne de la compétition. Elle participe ensuite aux JO de Rio en 2016 où elle et son équipe se font sortir des quarts de finale aux tirs au but. Les propos polémiques de Solo tenus après la défaite (« La Suède s'est qualifiée mais n'a fait que défendre, c'est une équipe de lâches. ») et sa mise en garde à vue avec son petit ami quelques années auparavant, à la suite d'un contrôle de police qui aurait mal tourné, ont sans doute joué un grand rôle dans son exclusion temporaire de l'équipe nationale décidée par la commission de discipline de la fédération américaine. Son âge avancé (34 ans au moment des faits) a sans doute contribué au fait que le staff technique américain décide ensuite de tourner définitivement la page Solo et de laisser la place à la nouvelle génération de gardiennes pour mieux préparer le Mondial de 2019.

### Nouvelle arrestation
Le 31 mars 2022, elle est à nouveau arrêtée par la police après avoir été découverte endormie au volant, moteur allumé, sur le parking d'un supermarché, ses jumeaux assis sur la banquette arrière. Son apparent état d'ébriété est confirmé par une analyse de sang qui révèle aussi des traces de THC. Les images provenant des caméras des policiers montrent qu’elle refuse de fournir son identité et qu’elle refuse de faire le test d’alcoolémie puis, lors de son arrestation, les images montrent qu’elle insulte un policier et l’accuse faussement d’attouchements.Elle est jugée pour conduite en état d'ébriété, de maltraitance sur enfant (négligence) et de résistance à agent. Elle plaide coupable pour que les deux derniers chefs d'accusation soient abandonnés.

## Palmarès
- Championne olympique de football féminin en 2008
- Championne olympique de football féminin en 2012
- Troisième place à la Coupe du monde de football féminin 2007
- Deuxième place à la Coupe du monde de football féminin 2011
- Vainqueur de la Coupe du monde féminine de football 2015

## Distinctions personnelles
- Élue meilleure gardienne de but dans la Women's Professional Soccer en 2009
- Gant d'Or Adidas en 2011 (après la Coupe du monde 2011)
- Élue meilleure gardienne de but de la Coupe du monde de football féminin 2011
- Élue troisième meilleure joueuse de la Coupe du monde de football féminin 2011
- Élue meilleure gardienne de but de la Coupe du monde de football féminin 2015
- Nommée dans l'équipe type de la FIFA FIFPro Women's World11 en 2015 et 2016.